# 882 (szám)
A 882 (római számmal: DCCCLXXXII) egy természetes szám.

## A szám a matematikában
A tízes számrendszerbeli 882-es a kettes számrendszerben 1101110010, a nyolcas számrendszerben 1562, a tizenhatos számrendszerben 372 alakban írható fel.
A 882 páros szám, összetett szám, Harshad-szám. Kanonikus alakban a 21 · 32 · 72 szorzattal, normálalakban a 8,82 · 102 szorzattal írható fel. Tizennyolc osztója van a természetes számok halmazán, ezek növekvő sorrendben: 1, 2, 3, 6, 7, 9, 14, 18, 21, 42, 49, 63, 98, 126, 147, 294, 441 és 882.